# فرشواتر، جزیره وایت
فرشواتر (به انگلیسی: Freshwater) یک روستا و محله مدنی در بریتانیا است که در جزیره وایت واقع شده‌است. فرشواتر ۱۴٫۴۸۴۶ کیلومتر مربع مساحت و ۵٬۳۶۹ نفر جمعیت دارد.